# Кастијон (Приморски Алпи)
Кастијон (фр. Castillon) је насељено место у Француској у региону Прованса-Алпи-Азурна обала, у департману Приморски Алпи.
По подацима из 2011. године у општини је живело 377 становника, а густина насељености је износила 50,2 становника/km².

## Демографија
| 1962. | 1968. | 1975. | 1982. | 1990. | 2011. |
| ----- | ----- | ----- | ----- | ----- | ----- |
| 82    | 97    | 55    | 79    | 187   | 377   |